# Sportfisherman

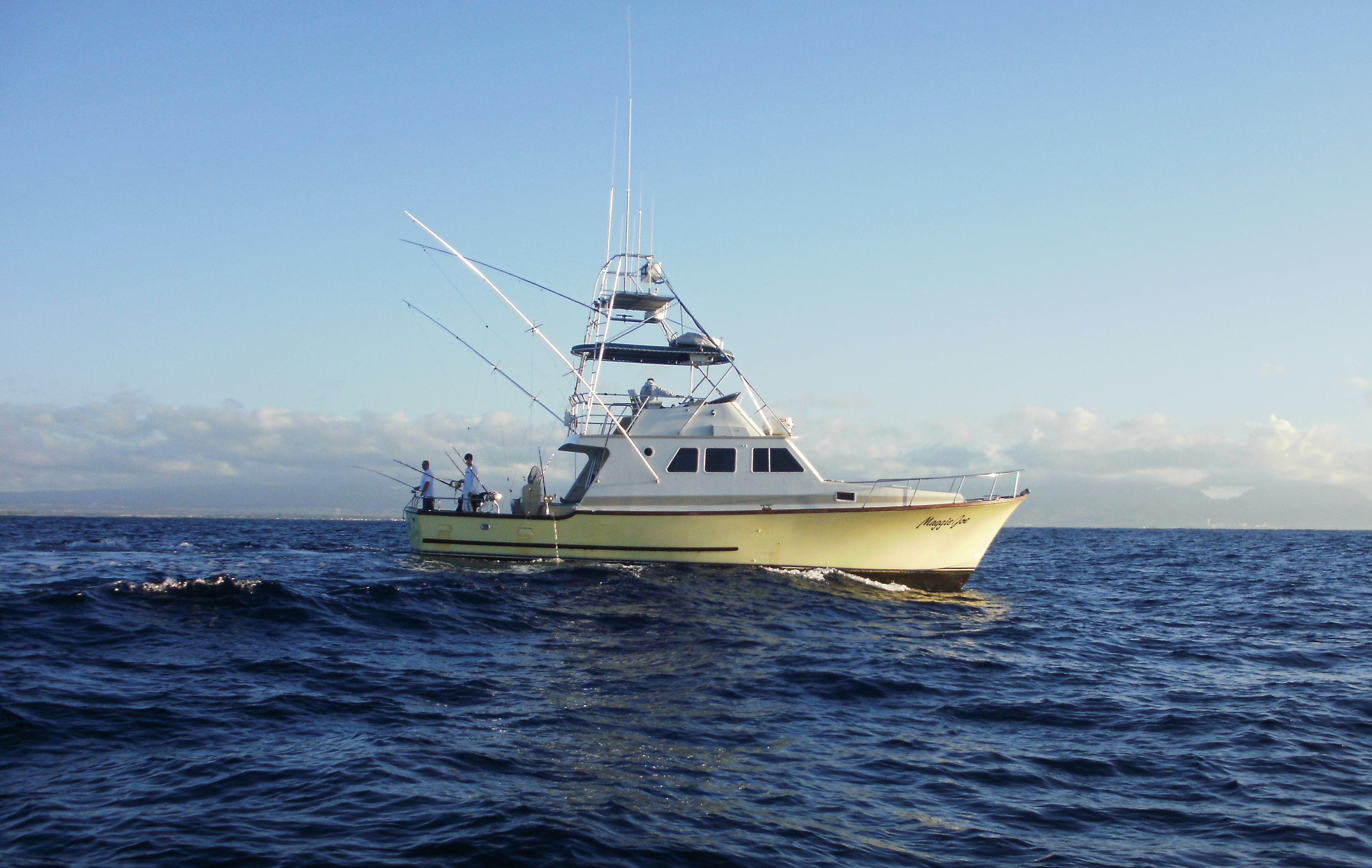
Ein Sportfisherman

Sportfisherman ist die Bezeichnung für ein schnelles und seetüchtiges Motorboot, das speziell für den Angelsport ausgestattet ist. Das Erkennungsmerkmal ist der so genannte Tuna Tower. Aus dem anfangs einfachen Schiffsmast mit einem Krähennest ist eine auffällige Turmkonstruktion mit Auslegern für das Schleppfischen entstanden. Die Plattform für den Ausguck hat bei größeren Booten einem zusätzlichen Steuerstand.